# Pic la Selle
Le pic la Selle (en créole haïtien : Pik Lasèl) est une montagne située dans la chaîne de la Selle en Haïti, sur l'île d'Hispaniola. C'est le point culminant du pays avec 2 680 m d'altitude, dépassant le sommet du pic de Macaya qui s'élève à 2 347 m dans le massif de la Hotte.

## Géographie

### Localisation
Le pic de la Selle est situé dans la chaîne de la Selle, massif montagneux situé au Sud-Est d'Haïti et qui se prolonge vers l'est en République dominicaine où il prend l'appellation de chaîne de Baoruco. Il se trouve sur la commune de Fonds-Verrettes, dans l'arrondissement de Croix-des-Bouquets, département de l'Ouest. Les villages les plus proches sont Gentilhomme et Calalo, habités principalement par des forestiers.

### Hydrographie
La majorité des cours d'eau de la région prennent naissance dans le massif de la Selle, dans les zones à prédominance basaltique.
La rivière Blanche et la rivière Grise y prennent leur source avant d'aller se jeter dans la baie de Port-au-Prince, une centaine de kilomètres en aval, après avoir traversé et arrosé la plaine du Cul-de-Sac.

### Géologie
Le pic de la selle appartient à un massif complexe formé de plateaux calcaires disposés en gradins et présentant une topographie karstique. Ceux-ci sont essentiellement constitués de basaltes, tufs et dolérites du Crétacé. Les séries sédimentaires représentent deux ensembles, une base détritique de grès et d'argile, du Paléocène supérieur à l'Éocène, et une surcouche calcaire en lits minces et réguliers. Les séries magmatiques, qui constituent un cinquième du massif, en forment le cœur, représenté par des roches volcaniques basaltiques,.

### Climat
Dans le massif de la Selle, les pluies représentent environ 2 000 mm par an. La température moyenne annuelle est de 20 °C. Les vents soufflent du nord-nord-est durant la saison des pluies (septembre à novembre) et de l'est-sud-est le reste de l'année. Le pic constitue par ailleurs le point le plus humide du pays.

## Écologie
Le mont est couvert d'un vaste massif forestier composé d'une espèce endémique : le pin d'Hispaniola (Pinus occidentalis), que l'on ne trouve ailleurs qu'en Haïti et la République dominicaine.
Les vallées autrefois fertiles dans lesquelles coulent des torrents et des rivières du massif de la Selle sont depuis plus de cinquante ans en pleine décadence économique. La couche arable délavée par les pluies s'appauvrit chaque année. Les études environnementales préconisent la stricte application des réglementations concernant les réserves naturelles au-dessus d'une altitude de 1 000 mètres, afin de contrer l'activité naturelle du karst et les facteurs anthropiques de vulnérabilité.

## Histoire
Plusieurs événements ont gravement affecté durant la dernière décennie les abords du pic la Selle. Une catastrophe hydro-météorologique a eu lieu en mai 2004. Les pluies diluviennes consécutives à une onde tropicale ont emporté le village de Fonds-Verrettes, à 13 kilomètres au nord est du sommet, et submergé celui de Mapou, au sud[réf. souhaitée]. Ces eaux provenaient exactement du pic la Selle, transportées dans des ravines fragilisées par un calcaire friable, dans une multitude de dépressions fermées, dolines ou poljés, et ont surgi au piémont de ce relief karstique. Mais la déforestation massive de cette région forestière a aggravé le phénomène. Les précédentes inondations dues aux cyclones Hazel (1954), Gordon (1994) et surtout Georges, en 1998, avaient déjà considérablement affaibli l'équilibre écologique.

## Culture populaire
Une des nombreuses légendes haïtiennes raconte que du pic La Selle naissent deux arcs-en-ciel, l'un mâle, l'autre femelle, tous deux êtres doués de vie, qui, affligés d'une soif insatiable, boivent l'eau des rivières, oubliant parfois près des sources leurs bonnets multicolores.